# Jacqueline Comerre-Paton
Jacqueline Comerre-Paton, née le 20 avril 1859 à Paris et morte le 11 mai 1955 au Vésinet, est une artiste-peintre française.

## Biographie

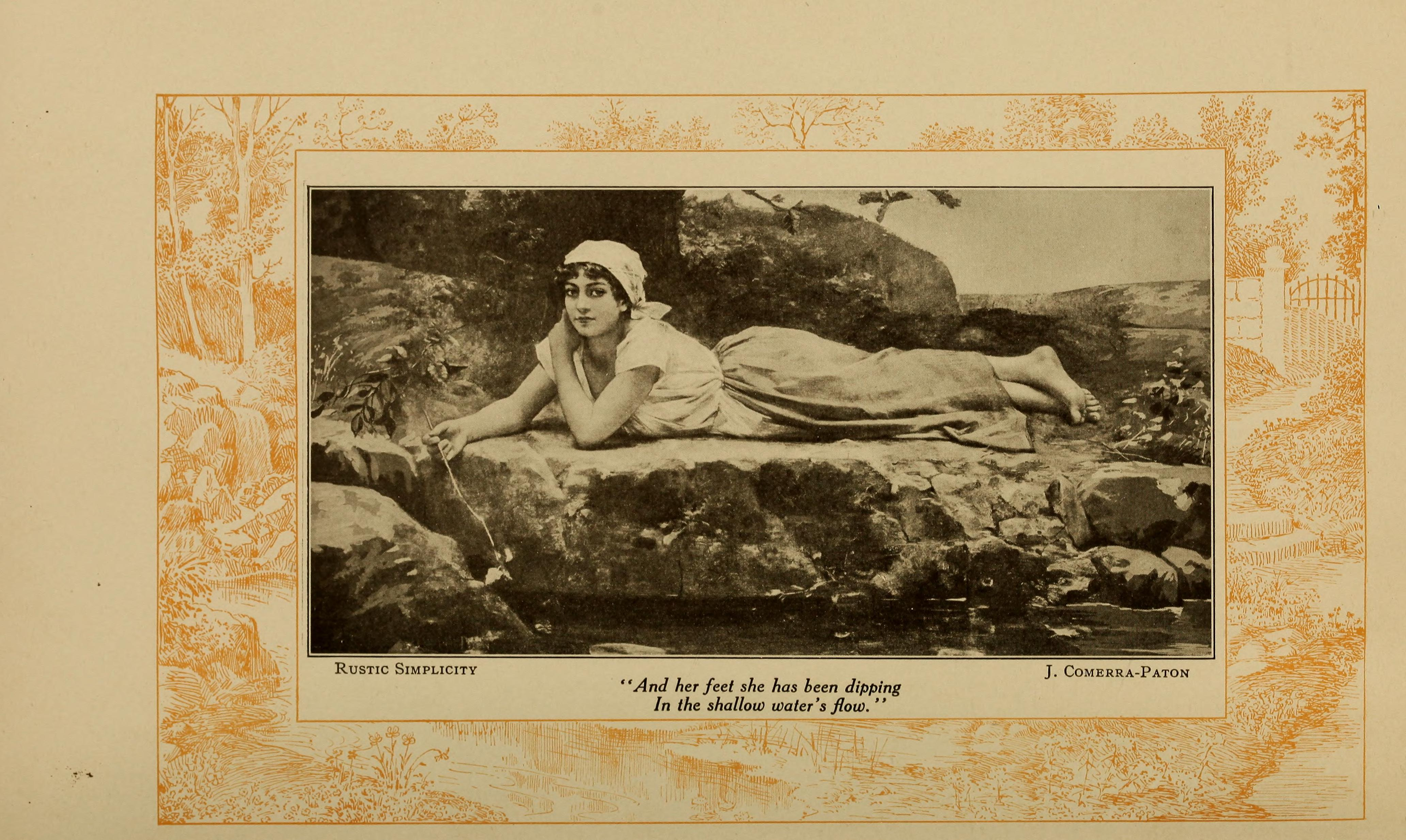
Illustration pour Love poems from the works of Robert Browning and Elizabeth Barrett Browning (1909).

Jacqueline Comerre-Paton est la fille de l'autrice Émilie Paton (dont le nom d'auteur est Jacques Rozier) et du chroniqueur financier Jules Paton (aussi connu sous le pseudonyme Jules Fleurichamp). Épouse du peintre Léon Comerre, elle était liée d'amitié avec la peintre portraitiste Fanny Caillé qui a reproduit l'un de ses tableaux les plus célèbres, At the spring.
Elle entre à l'École des beaux-arts de Paris où elle est l'élève d'Alexandre Cabanel.
Membre de la Société des artistes français, elle obtient une mention honorable au Salon des artistes français de 1882, une médaille à Versailles en 1888 et est sociétaire du Salon d'hiver. Elle y expose notamment en 1929 la toile Sonioutchka.

## Œuvres dans les collections publiques
- Lille, palais des beaux-arts : Jeune Hollandaise (1889), huile sur toile[5] ;
- Morlaix, musée de Morlaix : La Chanson des bois, huile sur toile ;
- localisation inconnue :
  - Portrait de paysanne, huile sur toile ;
  - An ass skin, huile sur toile.

## Salons
- Salon des artistes français (1878-1896)
- Salon d'Hiver
- Union des femmes peintres, sculpteurs, graveurs et décorateurs